# Anisostena kansana
Anisostena kansana är en skalbaggsart som beskrevs av Schaeffer 1933. Anisostena kansana ingår i släktet Anisostena och familjen bladbaggar. Inga underarter finns listade i Catalogue of Life.